# Doftklöver
Doftklöver (Trifolium resupinatum) är en ärtväxtart som beskrevs av Carl von Linné. Enligt Catalogue of Life och Dyntaxa  ingår Doftklöver i släktet klövrar och familjen ärtväxter. Arten förekommer tillfälligt i Sverige, men reproducerar sig inte.

## Underarter
Arten delas in i följande underarter:
- T. r. majus
- T. r. resupinatum

## Bildgalleri

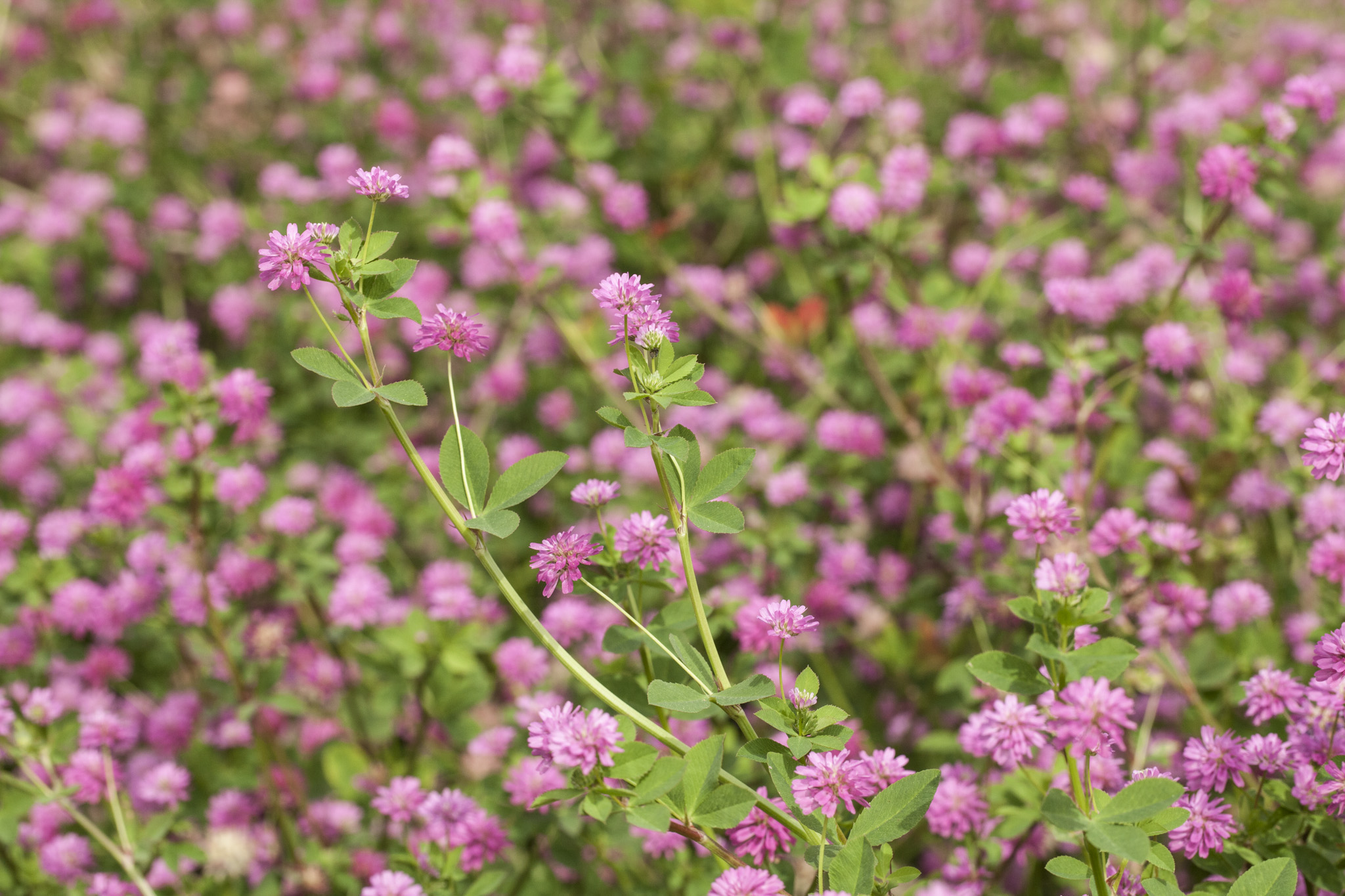